# Buena Vista (Colorado)
Buena Vista è un centro abitato (town) degli Stati Uniti d'America, situato nella contea di Chaffee dello Stato del Colorado. Nel censimento del 2000 la popolazione era di 2.195 abitanti.

## Geografia fisica
Secondo i rilevamenti dell'United States Census Bureau, Buena Vista si estende su una superficie di 8,9 km².